# Arnold Genthe
Arnold Genthe (Berlino, 8 gennaio 1869 – 9 agosto 1942) è stato un fotografo statunitense.
È noto per le sue foto della Chinatown di San Francisco, per le immagini del terremoto che colpì la città californiana nel 1906 e per i suoi ritratti di personaggi famosi.

## Biografia
Genthe nacque a Berlino, da Louise Zober e Hermann Genthe, un professore di greco e latino presso il Graues Kloster di Berlino.  Arnold seguì inizialmente le orme paterne, ottenendo nel 1894 un dottorato in Filologia all'Università di Jena, luogo in cui conobbe l'artista Adolph von Menzel, di cui era parente per parte di madre.

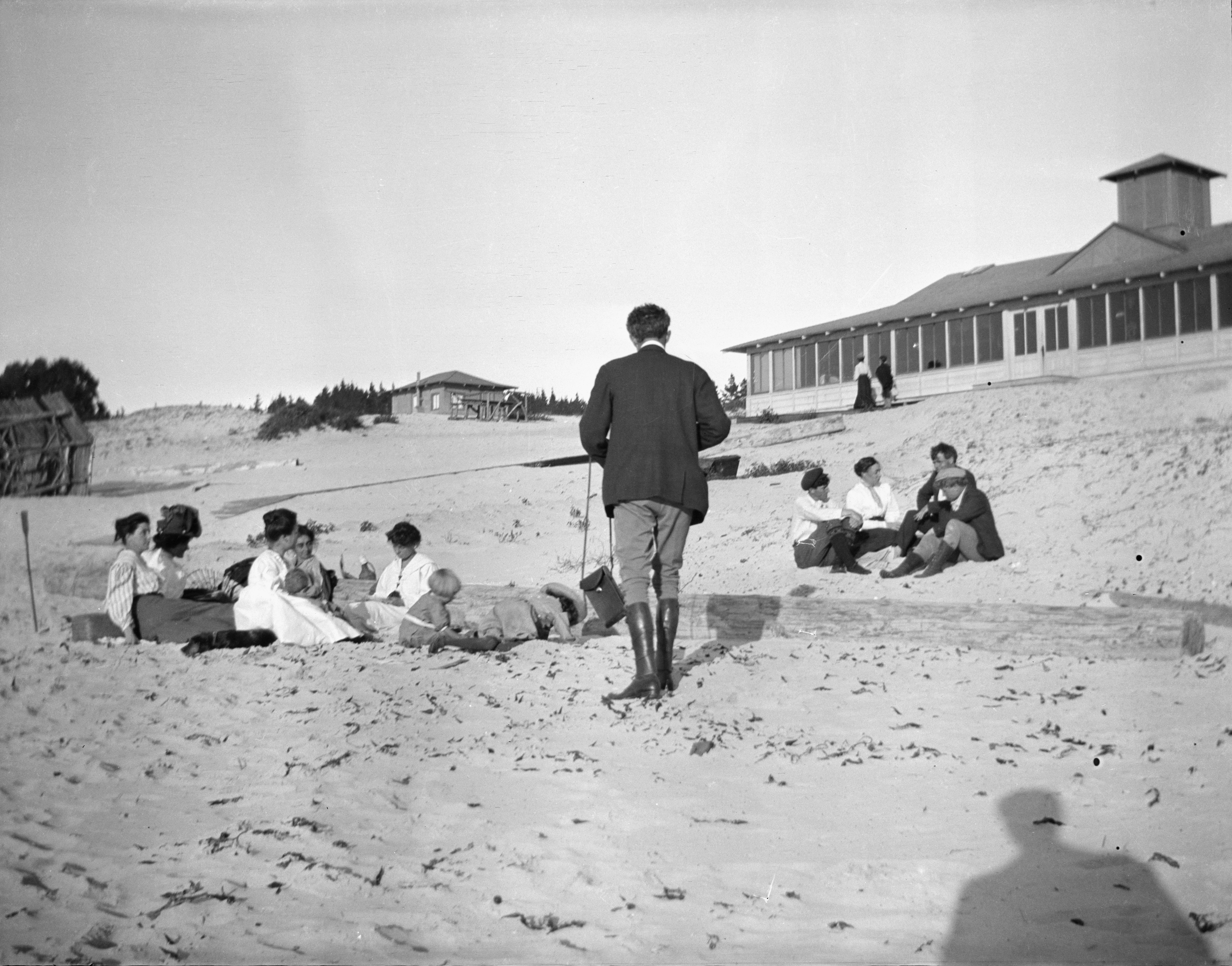
Jack London e i suoi amici a Carmel-by-the-Sea California

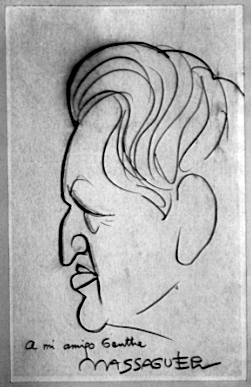
Caricatura di Arnold Genthe dell'artista cubano Conrado Massaguer

Dopo essersi spostato a San Francisco nel 1895, si appassionò alla fotografia. Intrigato dal quartiere cinese della sua città iniziò a fotografarlo, ritraendo bambini, scene quotidiane, persino drogati: per questo motivo, parte delle immagini furono realizzate nascondendo l'attrezzatura fotografica. 
Sono circa 200 le immagini giunte fino a noi, un'importante testimonianza della vita di Chinatown prima del distruttivo terremoto del 1906.
Dopo la pubblicazione di alcune di queste foto, aprì uno studio fotografico specializzato in ritratti; la sua notorietà crebbe poco a poco fino a includere come cleinti Nance O'Neil, Sarah Bernhardt, Nora May French e Jack London.
Il terremoto del 1906 distrusse completamente lo studio, ma la foto dei suoi concittadini che assistono alla distruzione resterà per sempre il suo scatto più celebre.
In 1911 si spostò a New York, dove ritrasse tra gli altri Theodore Roosevelt, Woodrow Wilson, Greta Garbo e John D. Rockefeller prima di morire per un attacco di cuore nel 1942

## Galleria d'immagini

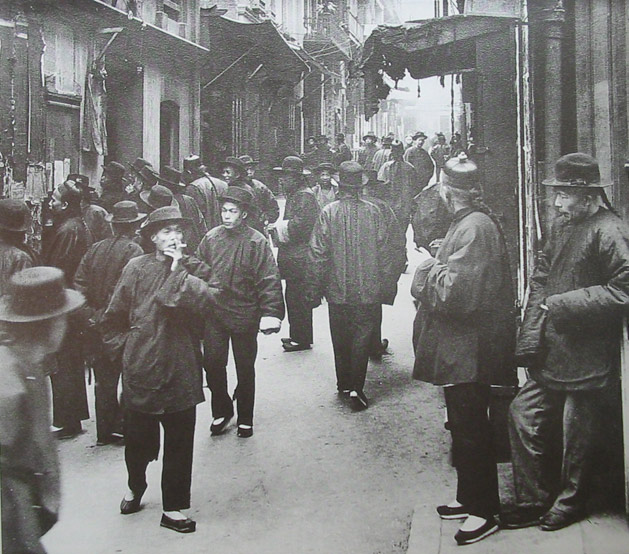
The Street of Gamblers (Ross Alley), 1898
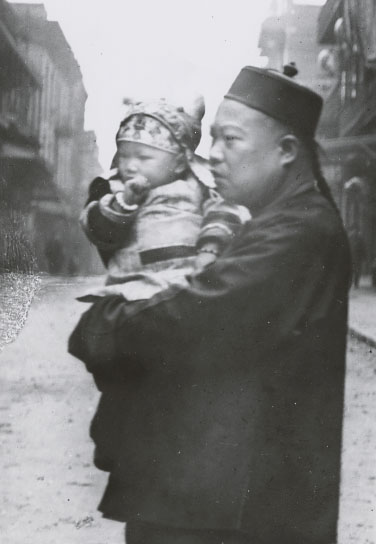
A Proud Father, c. 1895-1906
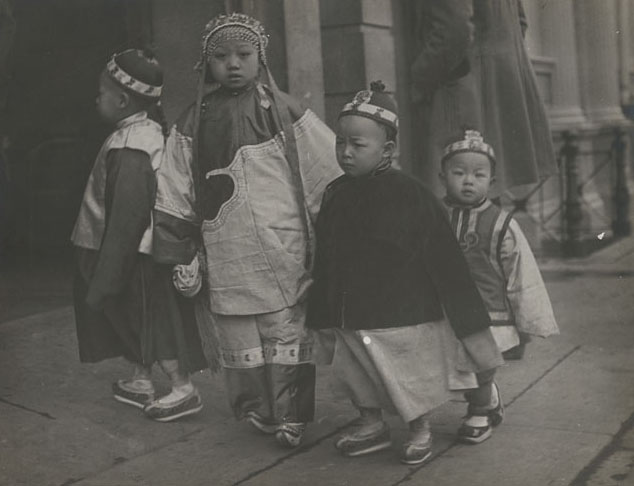
Children in traditional dress
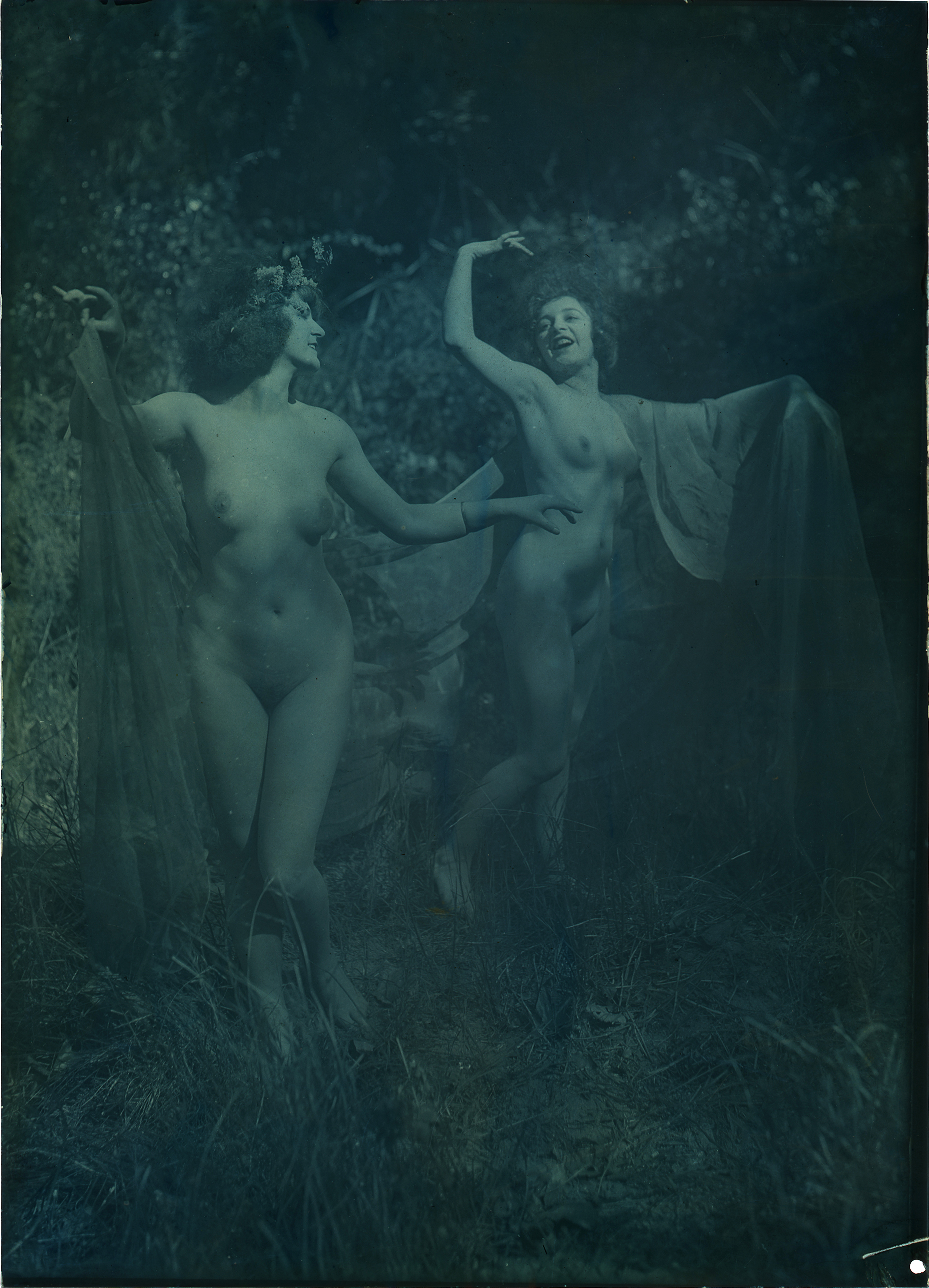
Danzatori nudi, 1910
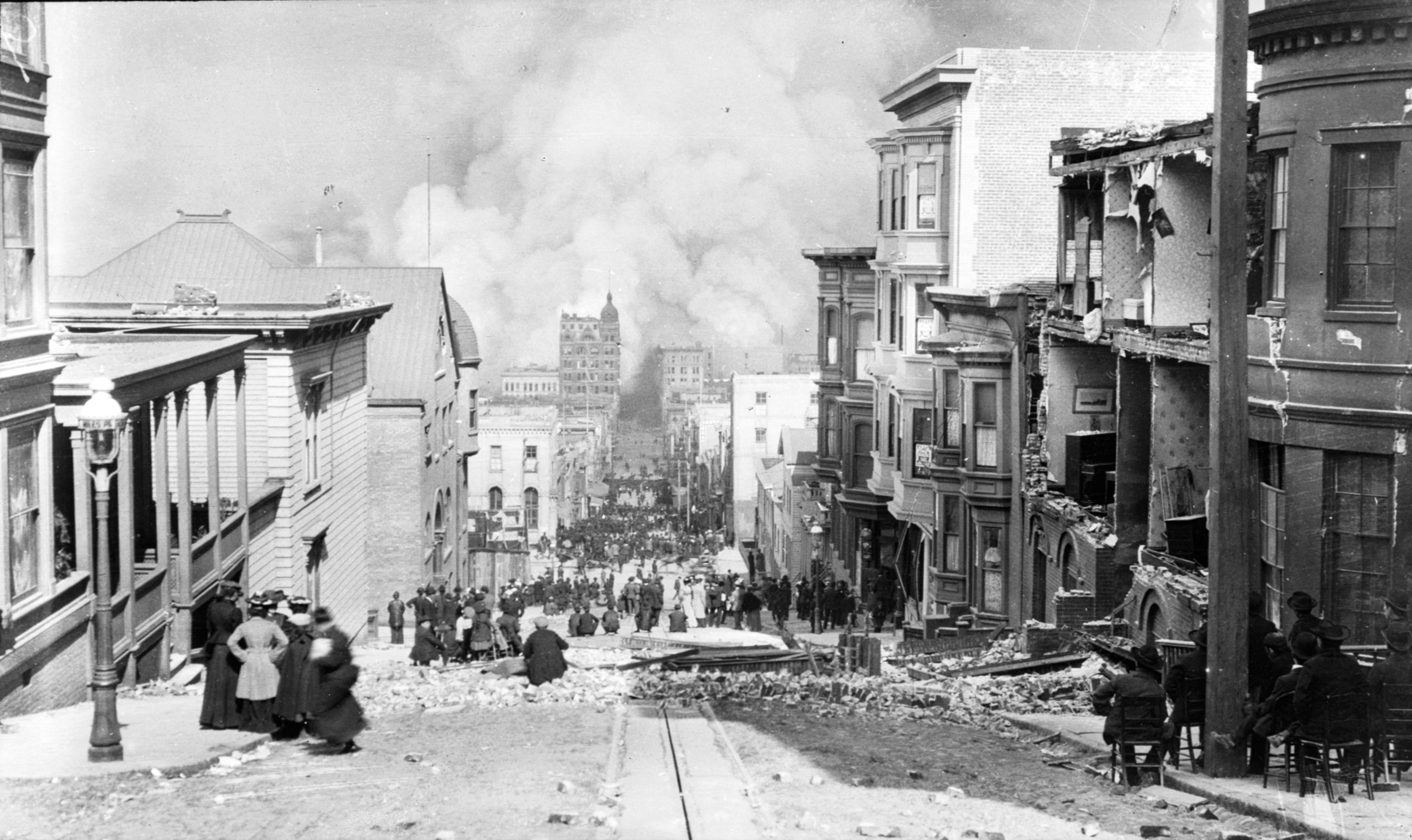
Sacramento Street, 1906 San Francisco Earthquake
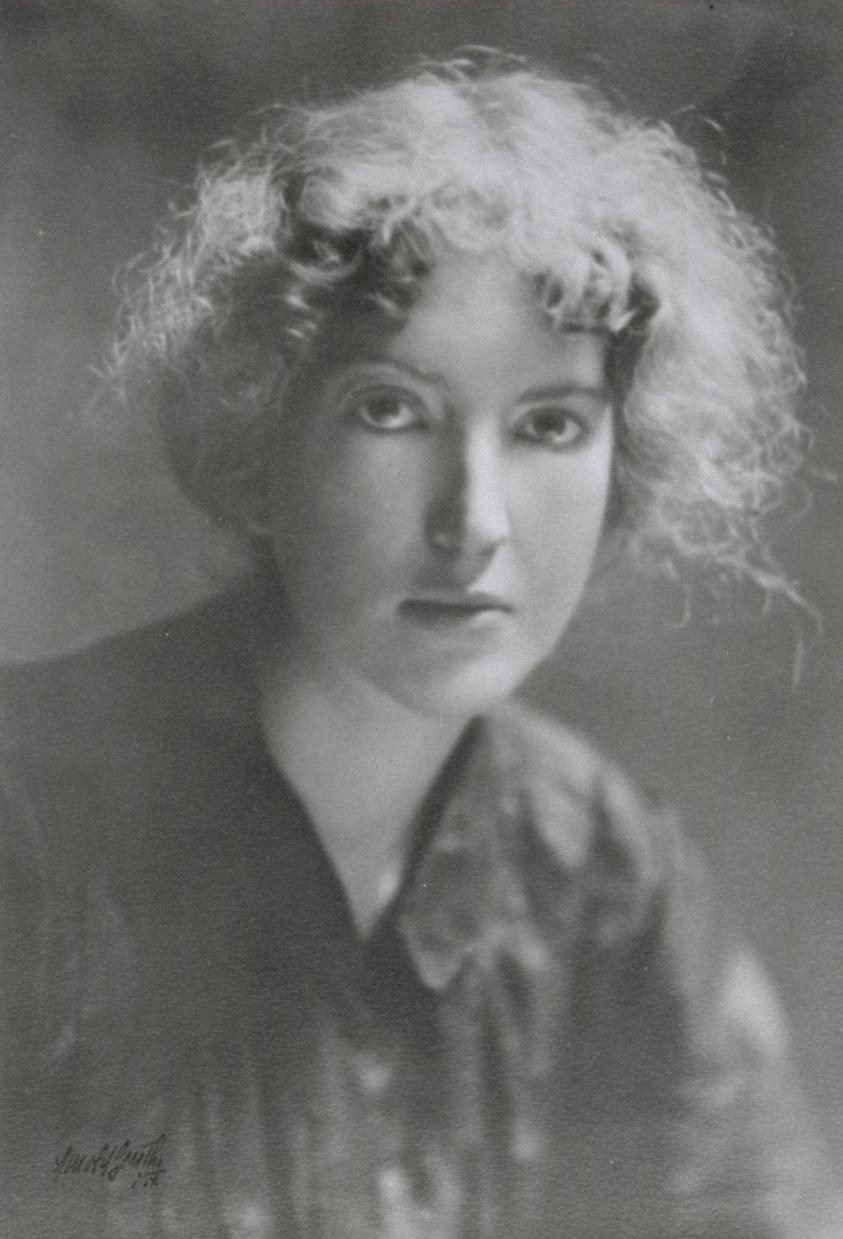
Nora May French, c. 1907
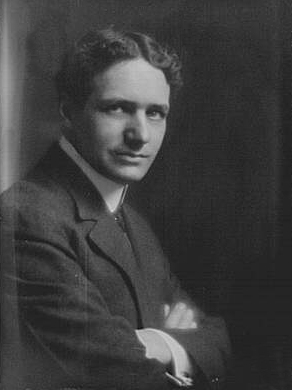
Fritz Joubert Duquesne, 1913
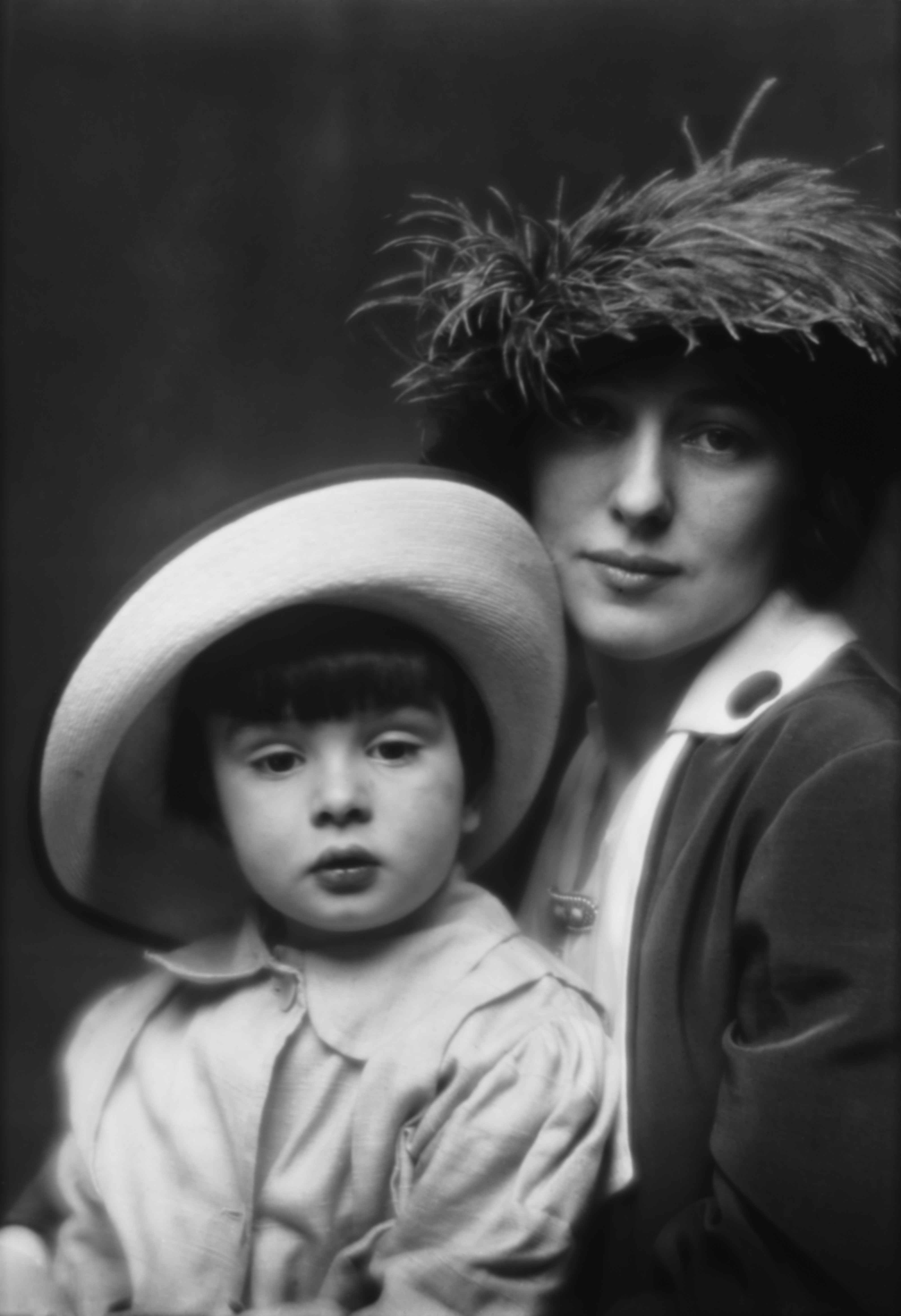
Evelyn Nesbit con il figlio (1913)
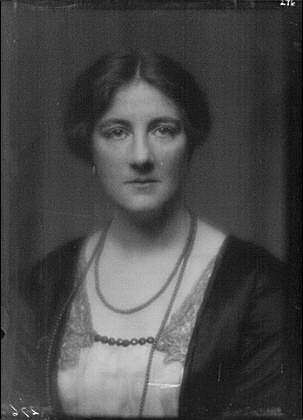
Alice Wortley Duquesne, 1913
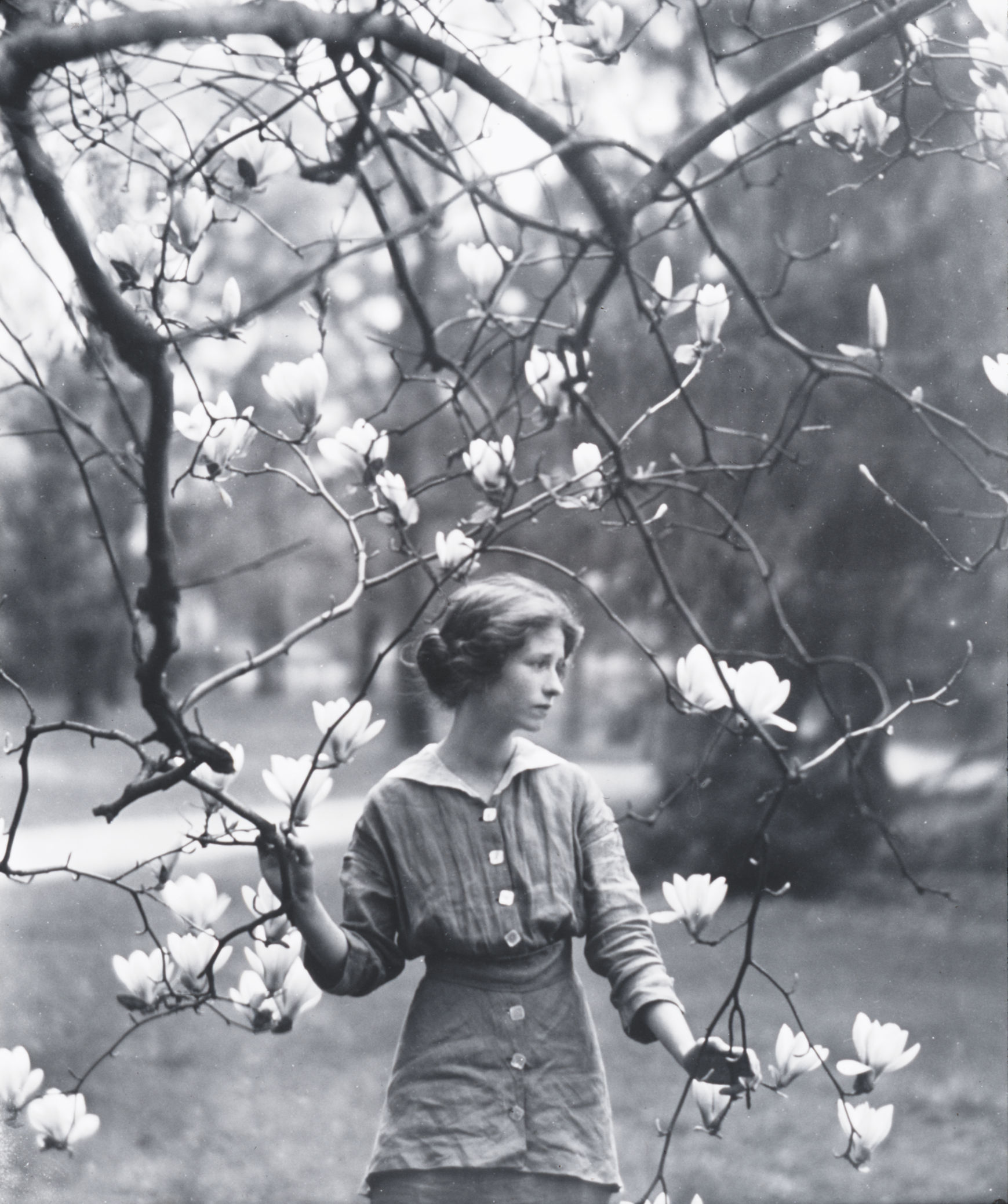
Edna St. Vincent Millay, 1914
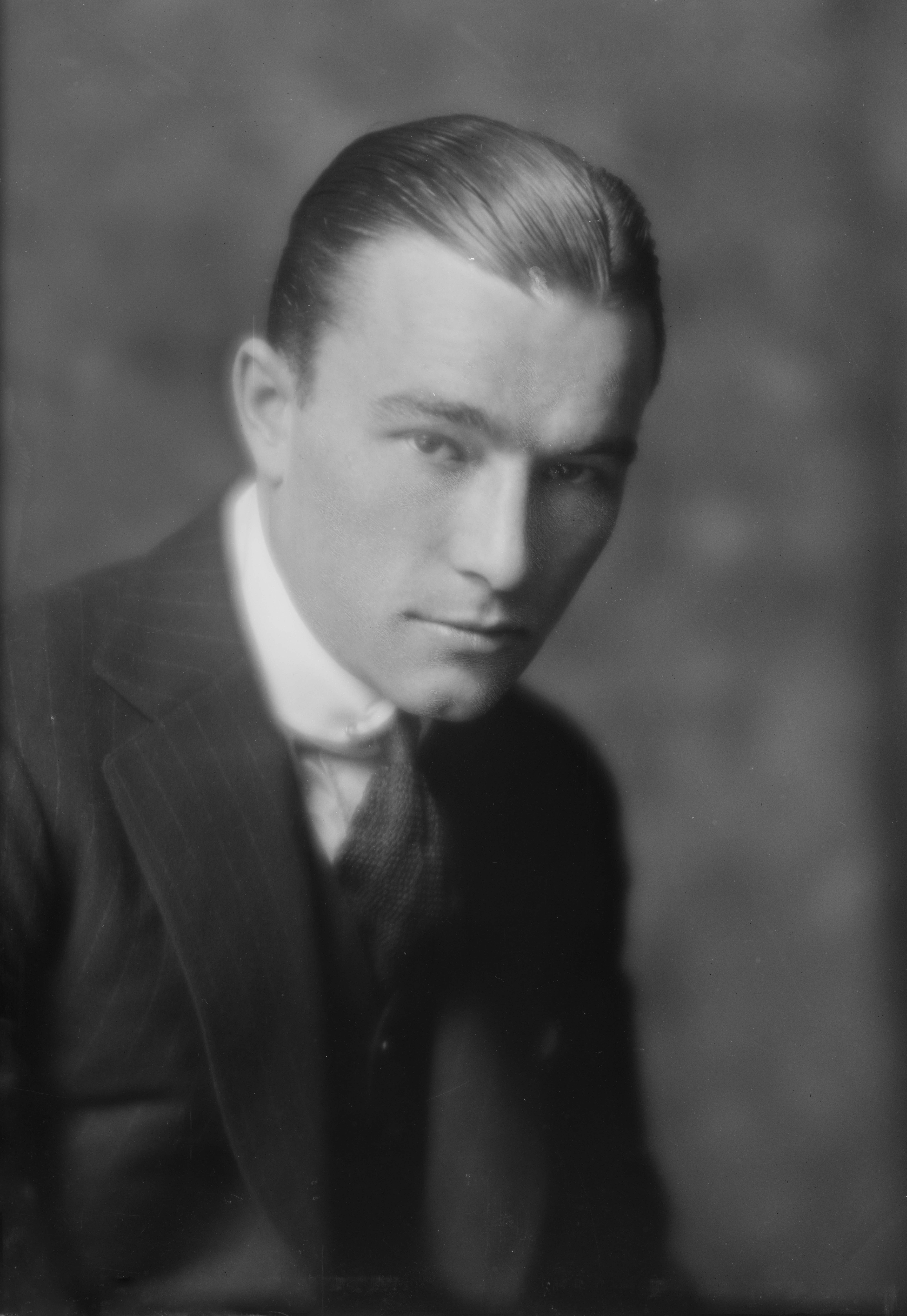
Robert Armstrong, 1915
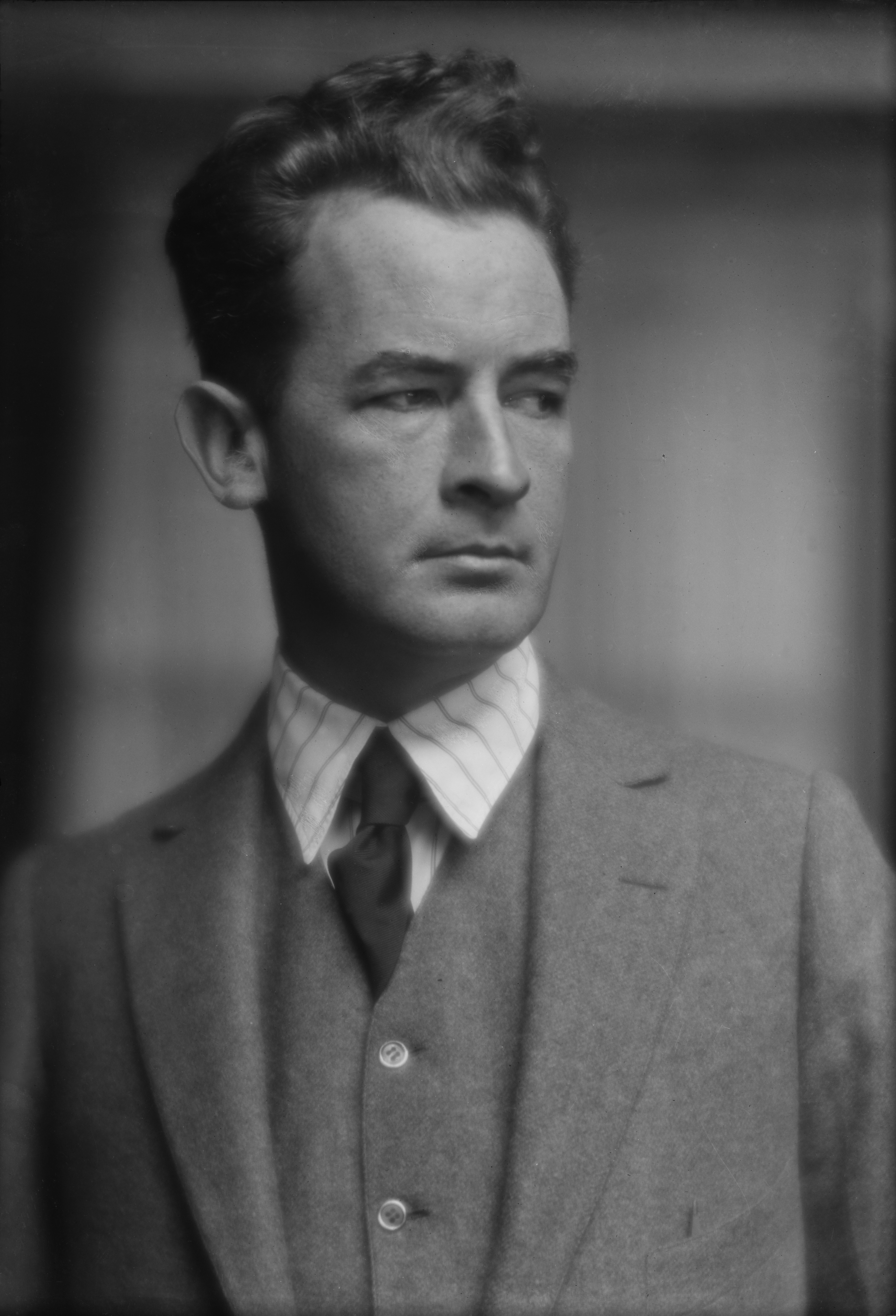
James Montgomery Flagg, 1915
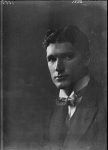
Frank Nelson Doubleday, 1916
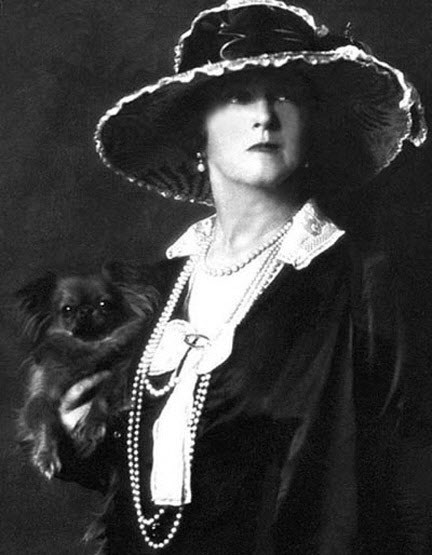
Lucy Duff-Gordon, 1919
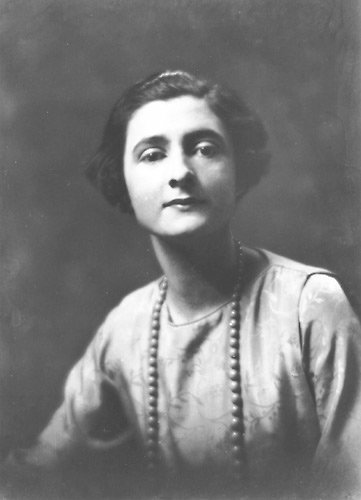
Mercedes de Acosta, 1919
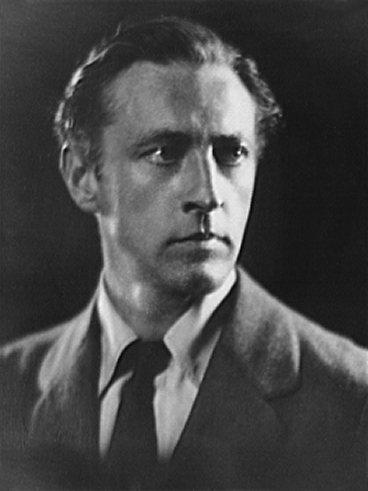
John Barrymore, 1922
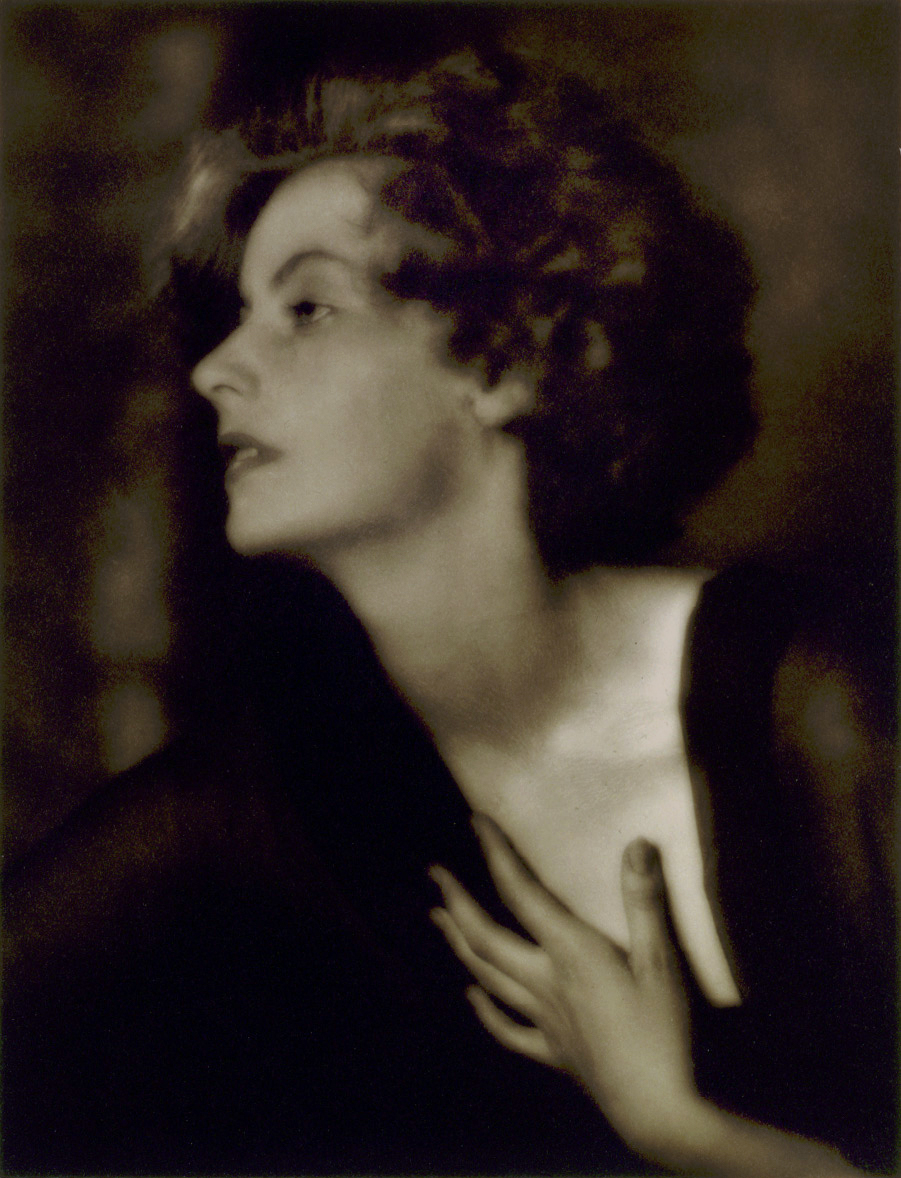
Greta Garbo, 1925
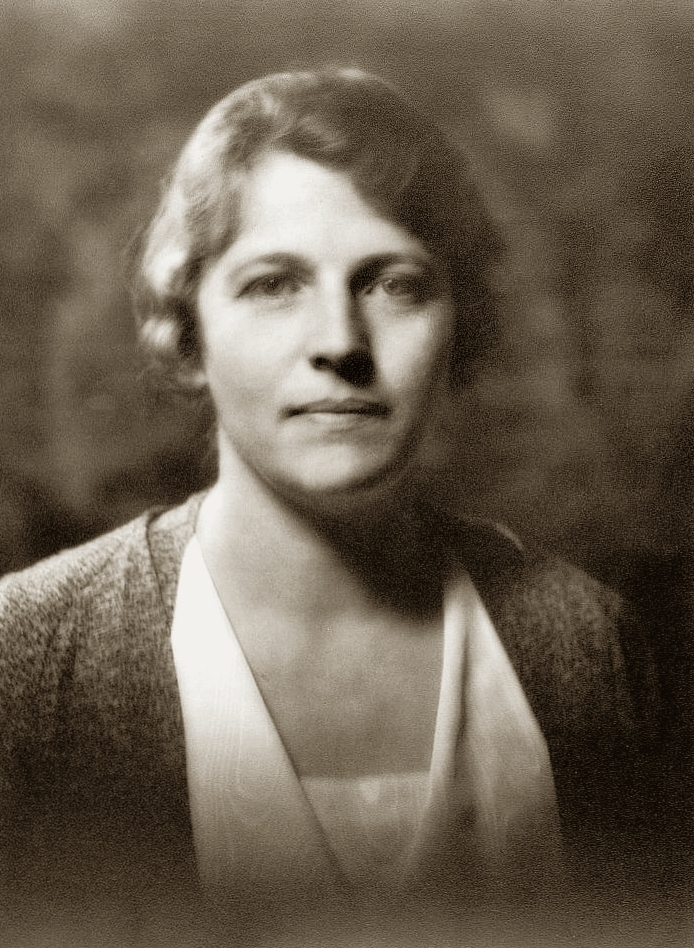
Pearl S. Buck, c. 1932